# Droga krajowa nr 148 (Kostaryka)
Droga krajowa nr 148 (hiszp. Ruta Nacional Secundaria 148/Ruta 148) – jedna z dróg krajowych w Kostaryce. Znajduje się ona w prowincji Alajuela.

## Opis
W prowincji Alajuela droga krajowa nr 148 przebiega przez kanton Naranjo (przez dystrykty Naranjo de Alajuela, San Juan i Palmitos) oraz kanton Palmares (przez dystrykty Palmares de Alajuela i Buenos Aires).